# Aethaloperca rogaa
Aethaloperca rogaa е вид лъчеперка от семейство Serranidae.

## Разпространение и местообитание
Видът е разпространен в Австралия, Американска Самоа, Британска индоокеанска територия, Бруней, Вануату, Виетнам, Гуам, Джибути, Египет, Еритрея, Йемен, Израел, Индия, Индонезия, Йордания, Иран, Камбоджа, Кения, Кирибати, Китай, Коморски острови, Мавриций, Мадагаскар, Майот, Малайзия, Малдиви, Маршалови острови, Мианмар, Микронезия, Мозамбик, Науру, Нова Каледония, Обединени арабски емирства, Оман, Остров Рождество, Палау, Папуа Нова Гвинея, Провинции в КНР, Реюнион, Самоа, Саудитска Арабия, Северни Мариански острови, Сейшели, Сингапур, Соломонови острови, Сомалия, Судан, Тайван, Тайланд, Танзания, Токелау, Тонга, Тувалу, Търкс и Кайкос, Фиджи, Филипини, Френска Полинезия, Френски южни и антарктически територии, Хонконг, Шри Ланка, Южна Африка и Япония.
Среща се на дълбочина от 3 до 51 m, при температура на водата от 26,5 до 29,3 °C и соленост 32,2 – 37,6 ‰.

## Описание
На дължина достигат до 60 cm.